# Provincia de Malatya
Malatya es una de las 81 provincias de Turquía (en turco: iller). Se encuentra en el centro este del país en la región ((bölge) de Anatolia Oriental (en turco: Doğu Anadolu Bölgesi). La capital provincial es la ciudad del mismo nombre (en hitita: Milid o Maldi, que significa ‘jardín de frutas’), donde existe un número significativo de chiitas alevíes. 
- Superficie: 12 313 km²
- Población (2009): 736.884 habitantes[1]
- Densidad de población: 69.33 hab./km²